# Terremoto de Manjil-Rudbar de 1990
El terremoto de Manjil-Rudbar de 1990 ocurrió el 21 de junio de 1990 a las 00:30:14 hora local en el norte de Irán. El sismo tuvo una magnitud de momento de 7.4 y una Intensidad de Mercalli de X. Daño generalizado ocurrió al noroeste de la ciudad capital de Teherán, incluidas las ciudades de Rudbar y Manjil. El Centro Nacional de Datos Geofísicos estimó que $ 8 mil millones en daños ocurrieron en el área afectada. Otros catálogos de terremotos presentaron estimaciones de la pérdida de vidas en el rango de 35,000–50,000, con 60,000–105,000 más que resultaron heridos.

## Repercusiones en el cine
El aclamado director iraní Abbas Kiarostami ha incorporado de manera ficticia el terremoto y sus efectos en el norte de Irán en múltiples películas suyas. Y la vida continúa (1992), un director y su hijo buscan actores infantiles de una película anterior de Kiarostami; ¿Dónde está la casa del amigo? (1986), que fue filmada en una ciudad que, en el momento de la producción de la segunda película, se está recuperando del terremoto. La siguiente película de Kiarostami, Through the Olive Trees (1994), sigue a un equipo de filmación mientras graban escenas de Y la vida continúa; en una de estas escenas, un hombre discute que su matrimonio tuvo lugar un día después del terremoto. Los críticos y académicos a menudo se refieren a estas tres películas como la trilogía de Koker, y las clasifican entre las mejores obras del director.